# Zolder
Der Ort Zolder ist ein Teil der Gemeinde Heusden-Zolder. Die Gemeinde ist in Limburg, Belgien gelegen.

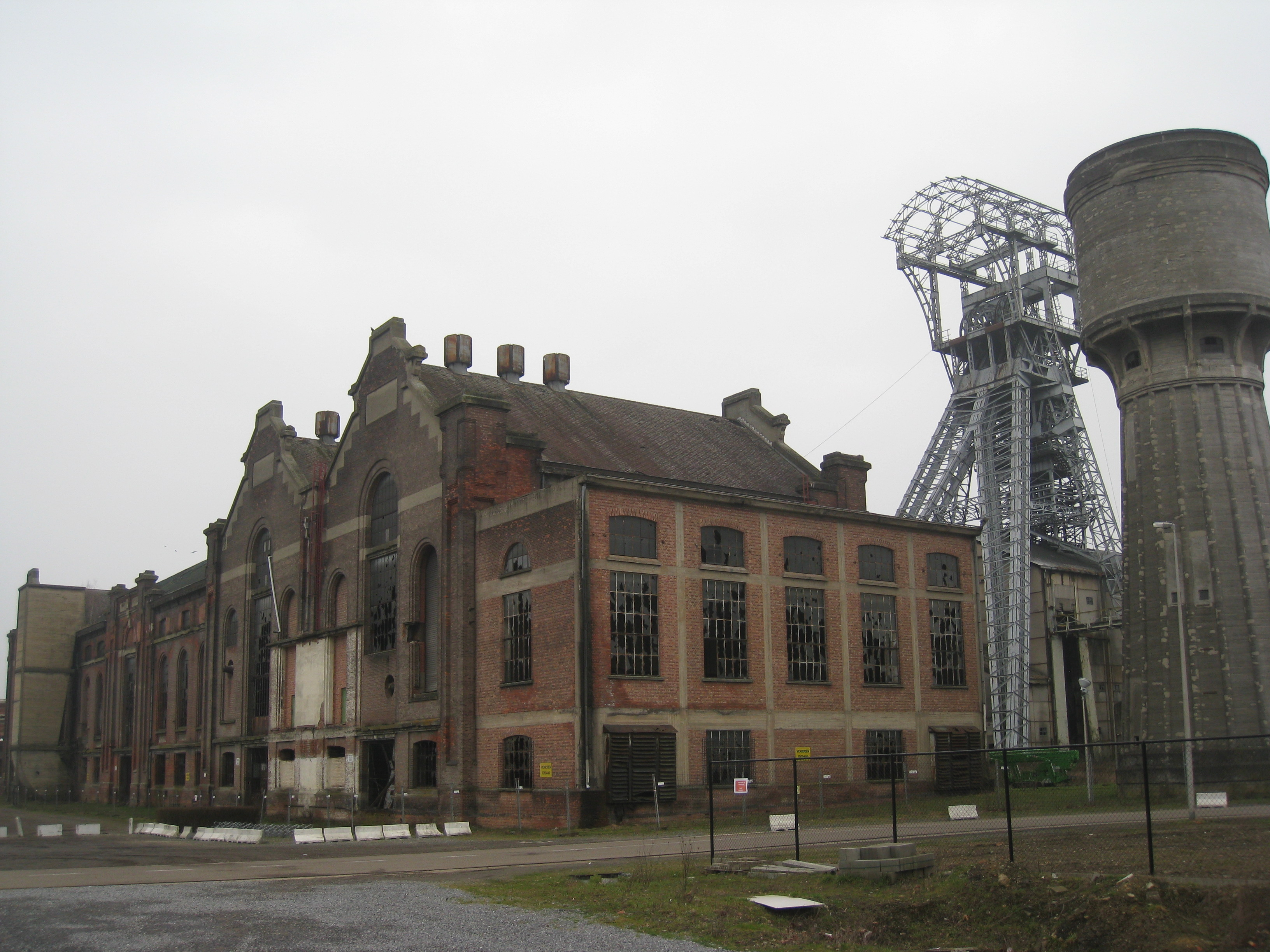
Oberirdische Zechen-Restbestände in Zolder Voort (2012)

In Zolder wurde über 60 Jahre Steinkohle gefördert: Dort war eine der sieben Zechen des Steinkohlereviers Limburg (Steenkoolmijn van Zolder). 1930 begann die Produktion, 1964 fusionierte man mit der Steenkoolmijn van Houthalen in Houthalen, 1992 wurde die Zeche als letzte der Limburger Zechen geschlossen.
Zolder brachte bei der Fusion mit Heusden 1977 folgende Ortsteile und Weiler mit ein: das westlich gelegene Viversel, südwestlich Bolderberg, Boekt, die Bergbausiedlung Lindeman nördlich der Zeche und östlich Voort, in dem die Zeche lag.

## Sehenswürdigkeiten
Eine Sehenswürdigkeit ist die Rennstrecke Circuit Zolder, wo viele Meisterschaftsläufe hauptsächlich zur belgischen Belcar-Meisterschaft und zur Belgischen Tourenwagenmeisterschaft ausgetragen werden. Hauptveranstaltungen sind die 24 Stunden von Zolder.

## Persönlichkeiten
- Herman Vrancken (* 1944), Radrennfahrer